# Selma Blair
Selma Blair, właśc. Selma Blair Beitner (ur. 23 czerwca 1972 w Southfield) – amerykańska aktorka filmowa, telewizyjna oraz teatralna pochodzenia żydowskiego.

## Życiorys
Swoją karierę aktorską rozpoczęła w 1995 roku, a cztery lata później dostała główną rolę w serialu telewizyjnym Zoe i przyjaciele stworzonym przez stację The WB.
Międzynarodową sławę przyniósł jej występ w filmie fantasy Hellboy (2004) oraz jego sequelu, Hellboy: Złota armia (2008). Inne znaczące pozycje filmowe, w których wystąpiła to m.in. Mgła (2005), Fioletowe fiołki (2007), The Poker House (2008), Columbus Circle (2012) oraz Matki i córki (2016).
Zagrała główną rolę w amerykańskim remake serialu Kath & Kim (2008–2009). W latach 2012–2014 Blair grała w serialu telewizyjnym Jeden gniewny Charlie, gdzie towarzyszył jej Charlie Sheen. Rok 2016 to powrót Blair do telewizji. Aktorka zagrała Kris Jenner w pierwszym sezonie serialu American Crime Story stworzonym przez stację FX.
W 2011 roku Blair użyczyła głosu jako narrator w filmie dokumentarnym Dziennik Anny Frank.
W 2018 roku aktorka ujawniła, że choruje na stwardnienie rozsiane.

## Filmografia
- 1996: Pigułka szczęścia (Brain Candy)
- 1997: Krzyk 2 (głos; niewymieniona w czołówce)
- 1997: Przodem do tyłu
- 1999: Szkoła uwodzenia
- 1999–2000: Zoe i przyjaciele
- 2000: Tam, gdzie ty
- 2001: Legalna blondynka
- 2001: Opowiadanie (Storytelling)
- 2001: Zabij mnie później (Kill Me Later)
- 2002: Ostrożnie z dziewczynami
- 2002: Przyjaciele
- 2002: Autostrada
- 2003: Dallas 362
- 2003: Męska rzecz
- 2003: Od brzegu do brzegu (Coast to Coast)
- 2004: W doborowym towarzystwie
- 2004: Apetyt na seks
- 2004: Hellboy
- 2004: DeMarco Affairs
- 2005: Mgła
- 2005: Kontrakt (The Deal)
- 2005: Kochaj i mścij się
- 2006: The Night of the White Pants
- 2006: Alibi (The Alibi)
- 2007: Smaki miłości
- 2007: Reguła: WΔZ
- 2007: Fioletowe fiołki (Purple Violets)
- 2008: Hellboy: Złota armia
- 2008: The Poker House
- 2008: Centralne biuro uwodzenia
- 2011: Czarny koń (Dark Horse)
- 2012–2014: Jeden gniewny Charlie
- 2012: Terapia w sieci
- 2012: Columbus Circle
- 2015: Sex, Death and Bowling
- 2016: American Crime Story
- 2016: Matka jest tylko jedna (Mothers and Daughters)
- 2016: Kryzys Perry’ego (Ordinary World)
- 2017: Mama i tata
- 2018: Zagubieni w kosmosie
- 2019: After
- 2019: Another Life
- 2020: After 2